# Okkonapses
Okkonapses (auch Hyknapses) war ein König und vielleicht Usurpator in der Elymais. Er ist bisher nur von vier Münzen bekannt, die auf der Vorderseite sein Porträt und auf der Rückseite einen sitzenden jungen Gott zeigen. Es handelt sich entweder um Belos oder Apollon. Die Legenden und der Stil der Münzen sind rein griechisch und bezeichnen den Herrscher als Soter. Sie sind vielleicht in Susa geprägt worden. Die Lesung des Namens auf den Münzen ist unsicher. Er regierte im zweiten Jahrhundert v. Chr. Seine genaue Datierung schwankt in der Literatur zwischen 162 und 139 v. Chr.